# Lamyra potanini
Lamyra potanini är en tvåvingeart som beskrevs av Pavel Lehr 1991. Lamyra potanini ingår i släktet Lamyra och familjen rovflugor.
Artens utbredningsområde är Sichuan (Kina). Inga underarter finns listade i Catalogue of Life.